# 米申坎寧 (加利福尼亞州)
米申坎寧（英語：Mission Canyon）是位於美國加利福尼亞州聖巴巴拉縣的一個人口普查指定地區。

## 地理
米申坎寧的座標為34°26′59″N 119°42′59″W / 34.44972°N 119.71639°W，而該地最高點為海拔高度193米（即633英尺）。

## 人口
根據2010年美國人口普查的數據，米申坎寧的面積為4.008平方千米，當中陸地面積為3.930平方千米，而水域面積為0.078平方千米。當地共有人口2381人，而人口密度為每平方千米594人。